# 索洛涅地区米尔
索洛涅地区米尔（法語：Mur-de-Sologne，法語發音：[myʁ də sɔlɔɲ]）是法国卢瓦-谢尔省的一个市镇，属于罗莫朗坦-朗特奈区。

## 地理
索洛涅地区米尔（47°24'45"N, 1°36'30"E）面积50.5 平方千米，位于法国中央-卢瓦尔河谷大区卢瓦-谢尔省，该省份为法国中北部省份，北起厄尔-卢瓦省，东北接卢瓦雷省，东南接谢尔省，南至安德尔省，西南接安德尔-卢瓦尔省，西北接萨尔特省。
与索洛涅地区米尔接壤的市镇（或旧市镇、城区）包括：库尔默曼、索洛涅地区方丹、索洛涅地区日、克鲁瓦讷河畔拉赛、索洛涅地区普吕尼耶、鲁茹、索洛涅地区苏万、韦兰。

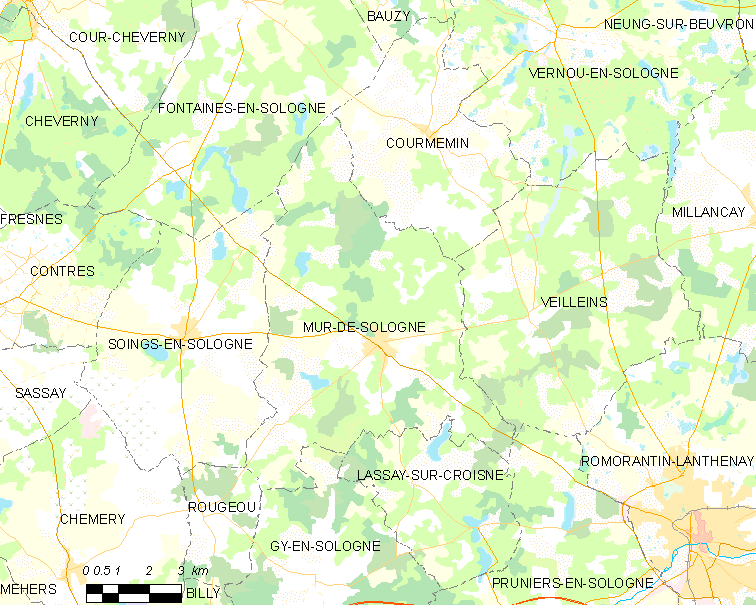
索洛涅地区米尔的OSM定位图

索洛涅地区米尔的时区为UTC+01:00、UTC+02:00（夏令时）。

## 行政
索洛涅地区米尔的邮政编码为41230，INSEE市镇编码为41157。

## 政治
索洛涅地区米尔所属的省级选区为谢尔河畔塞勒县。

## 人口

1962-2008年间索洛涅地区米尔人口变化图示

索洛涅地区米尔于2022年1月1日时的人口数量为1518人。